# برونهيلد

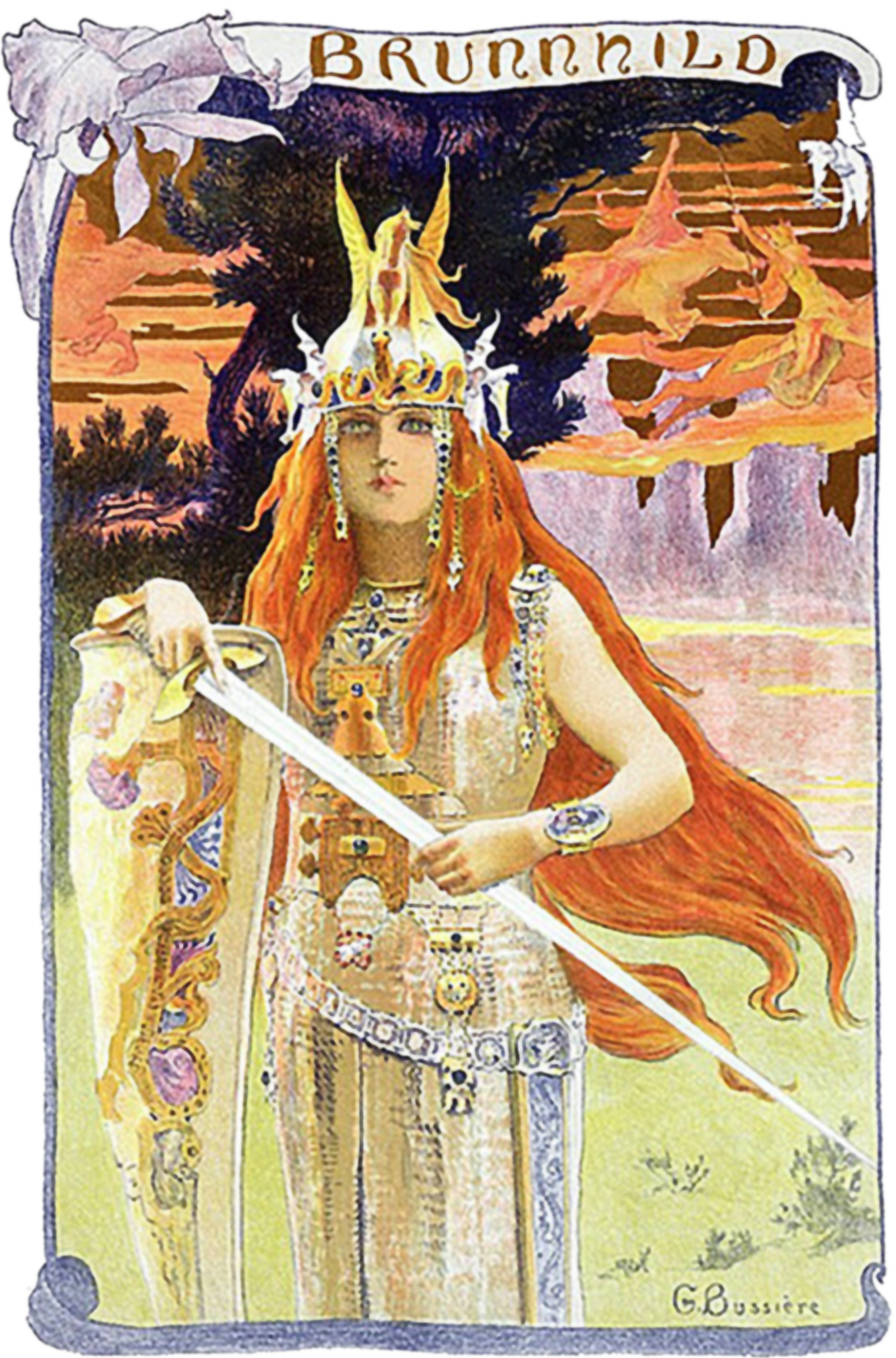
لوحة برونهيلد من قبل غاستون بوستيري

برونهيلد (بالألمانية: Brunhild) أو برونهيلدا هي بطلة قومية من الميثولوجيا الجرمانية، ويعتقد أن أصلها يعود للأميرة القوطية برونهيلدا، وقد ذكرت في عدة ملاحم شعرية ألمانية وأسكندنافية، وذكر أنها قتلت سيغورد ألذي أراد الزواج بها.